# David Ragan
Statistiques en NASCAR Cup Series
Dernière mise à jour : 25 avril 2022 
David Ragan est un pilote américain participant à la NASCAR Cup Series né le 24 décembre 1985 à Unadilla, Géorgie.

## Carrière
Il pilote la voiture no 34 de chez Front Row Motorsports. Il pilote en Nascar Cup Series depuis 2007. Cette même année, il finit deuxième meilleur rookie juste derrière le colombien Juan Pablo Montoya
En 2013, il gagne la course Aaron's 499 à Talladega juste devant son coéquipier David Gilliland.
À la suite de la blessure de Kyle Busch lors de la course Xfinity à Daytona, Ragan est choisi pour assurer l'intérim au volant de la numéro 18 de chez Joe Gibbs Racing, et ce dès la manche d'Atlanta.

## Palmarès
Résultats en NASCAR Sprint Cup :
| Saison | Châssis | Équipe                | Courses disputées | Victoires | Top 5 | Top 10 | Pole Positions | DNQ | Points | Classement Final |
| ------ | ------- | --------------------- | ----------------- | --------- | ----- | ------ | -------------- | --- | ------ | ---------------- |
| 2006   | Ford    | Roush Fenway Racing   | 2                 | 0         | 0     | 0      | 0              | 2   | 88     | 63               |
| 2007   | Ford    | Roush Fenway Racing   | 36                | 0         | 2     | 3      | 0              | 0   | 3251   | 23               |
| 2008   | Ford    | Roush Fenway Racing   | 36                | 0         | 6     | 14     | 0              | 0   | 4299   | 13               |
| 2009   | Ford    | Roush Fenway Racing   | 36                | 0         | 0     | 2      | 0              | 0   | 3252   | 27               |
| 2010   | Ford    | Roush Fenway Racing   | 36                | 0         | 0     | 3      | 0              | 0   | 3599   | 24               |
| 2011   | Ford    | Roush Fenway Racing   | 36                | 1         | 4     | 8      | 2              | 0   | 906    | 23               |
| 2012   | Ford    | Front Row Motorsports | 36                | 0         | 1     | 2      | 0              | 0   | 622    | 28               |
| 2013   | Ford    | Front Row Motorsports | 36                | 1         | 1     | 2      | 0              | 0   | 633    | 28               |
| 2014   | Ford    | Front Row Motorsports | 36                | 0         | 0     | 1      | 0              | 0   | 531    | 32               |